# Ammobates carinatus
Ammobates carinatus é uma espécie de insetos himenópteros, mais especificamente de abelhas pertencente à família Apidae.
A autoridade científica da espécie é Morawitz, tendo sido descrita no ano de 1872.
Trata-se de uma espécie presente no território português.